# Sabinas Hidalgo (kommun)
Sabinas Hidalgo är en kommun i Mexiko.   Den ligger i delstaten Nuevo León, i den centrala delen av landet, 800 km norr om huvudstaden Mexico City.
Följande samhällen finns i Sabinas Hidalgo:
- Sabinas Hidalgo
- Constitución
- Graciano Bortoni
- Carboneras